# Alcázar de San Juan
Alcázar de San Juan és un municipi situat al nord-est de la província de Ciudad Real, Comunitat Autònoma de Castella-la Manxa. Està situat a 150 km al sud de Madrid i al límit amb la província de Toledo.
A l'oest d'Alcázar de San Juan existeixen tres llacunes, anomenades "La Veguilla", "Llacuna del Camí de Villafranca" i "Llacuna de Les Egües", que s'han convertit en un important refugi d'aus a causa de la reducció d'altres espais com les Tablas de Daimiel, on durant tot l'any poden trobar-se aus com flamencs i garces.

## Història
Conserva valuosos restes de la seva època romana, en la qual es creu que va ser fundada la vila amb el nom d'Alces, campament militar de Roma assentat en les proximitats de l'emplaçament actual, encara que es troba als afores. Els seus principals monuments històrics són la Torrassa del Gran Prior (o de Joan d'Àustria, segle xiv), els Molins de Vent, l'Església de Santa María la Major (ss. XIII-XV), la de Sant Francesc d'Assís (segles xiv i xv) i el convent de Santa Clara (s. XVI).
A mitjan segle xix arriba el ferrocarril a aquesta localitat, el que conseqüentment provoca un creixement espectacular, convertint-se en nucli principal de la xarxa ferroviària espanyola. Del segle xx podem destacar que durant el període de la II República va tornar a canviar el seu nom pel d'Alcázar de Cervantes.

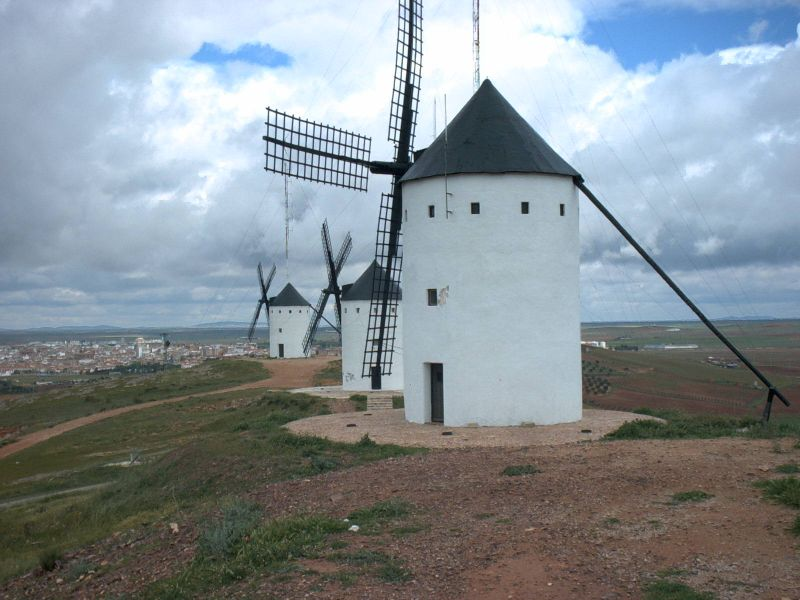
Molins de vent

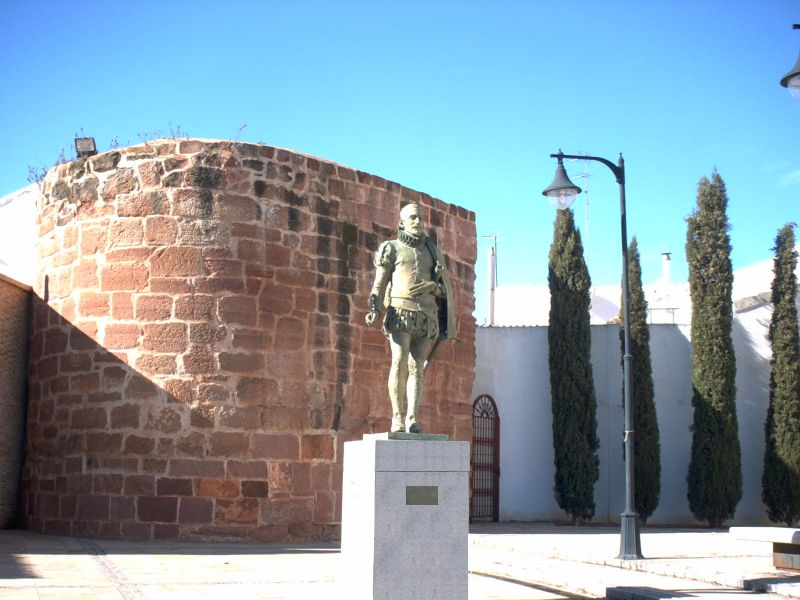
Estàtua de Cervantes

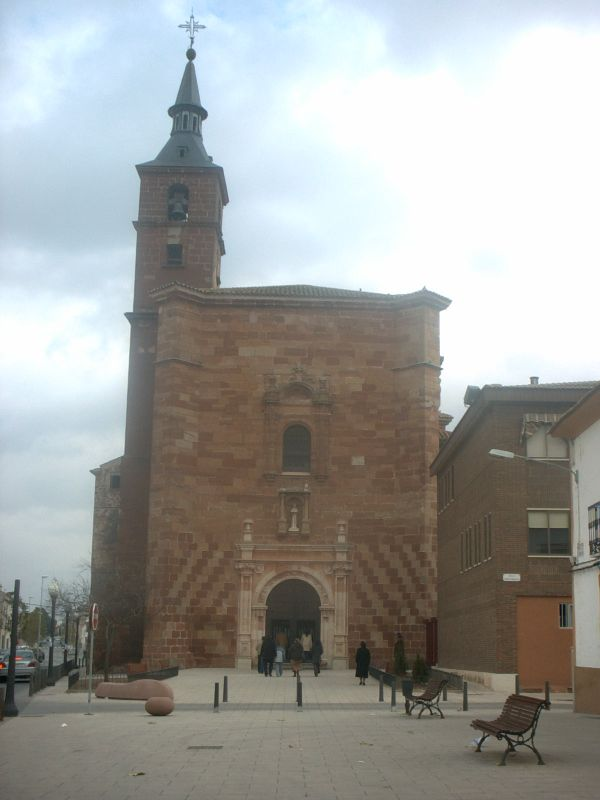
Església de San Francisco

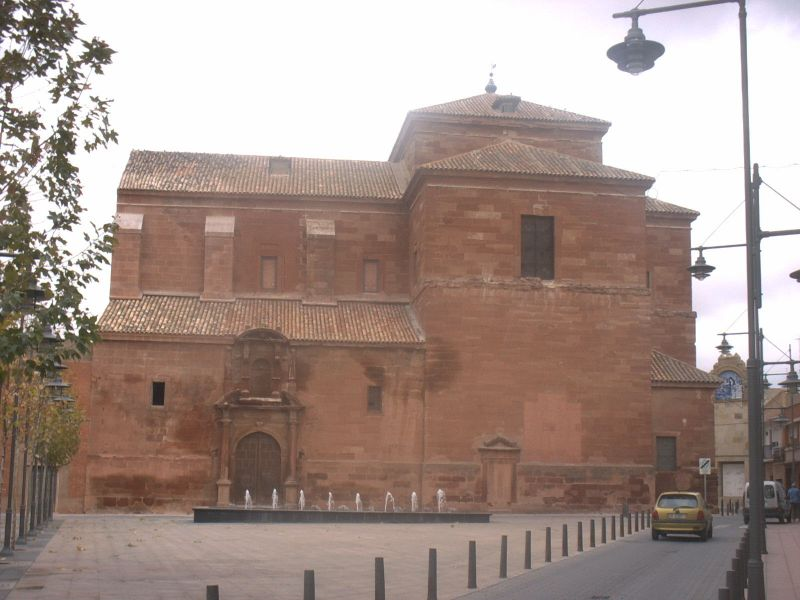
Església de Santa Quiteria

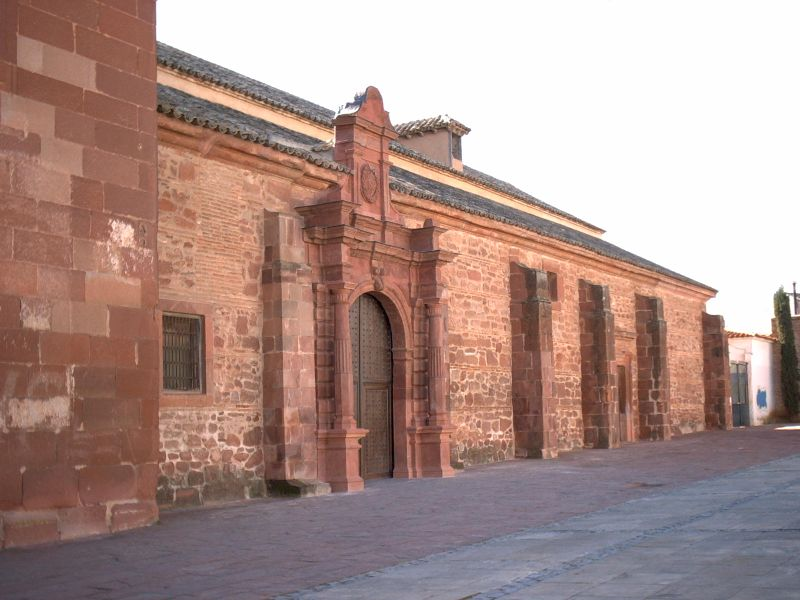
Església Parroquial de Santa María

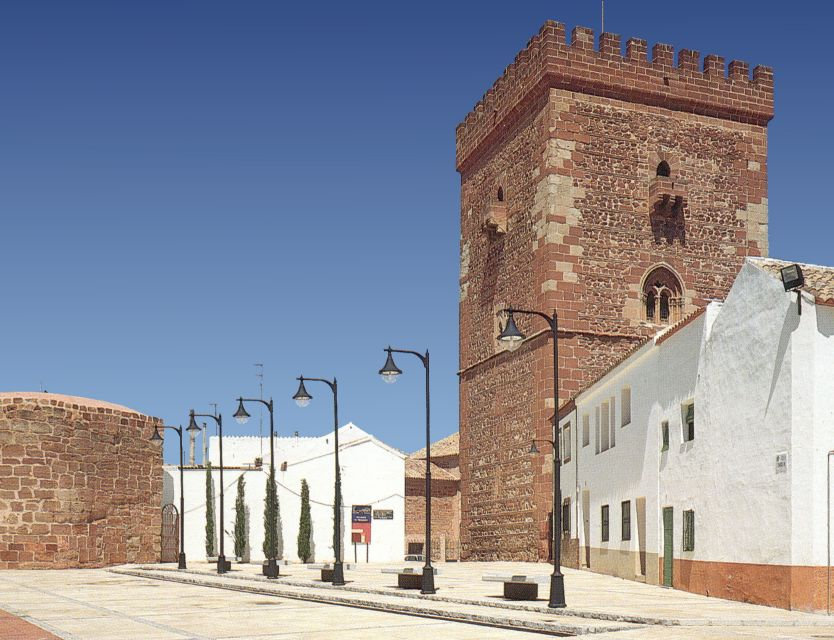
Torrassa del Gran Prior

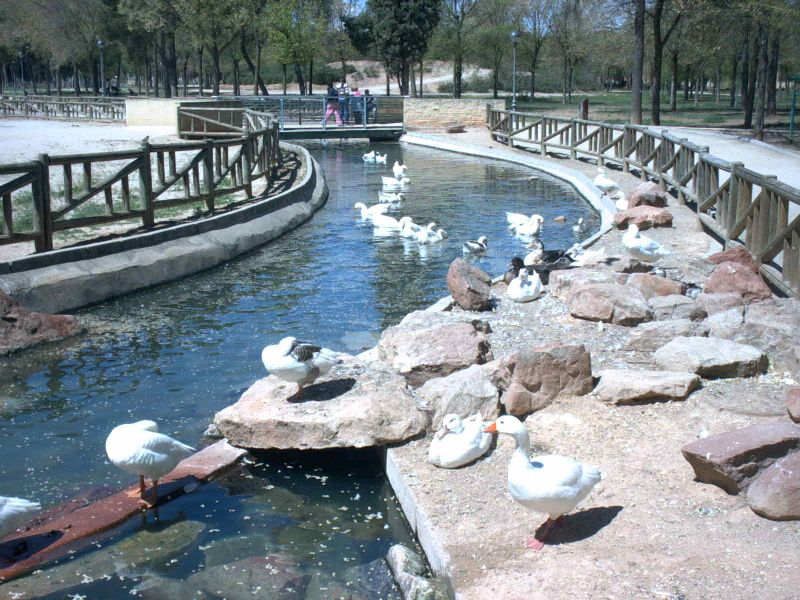
Parc Alces

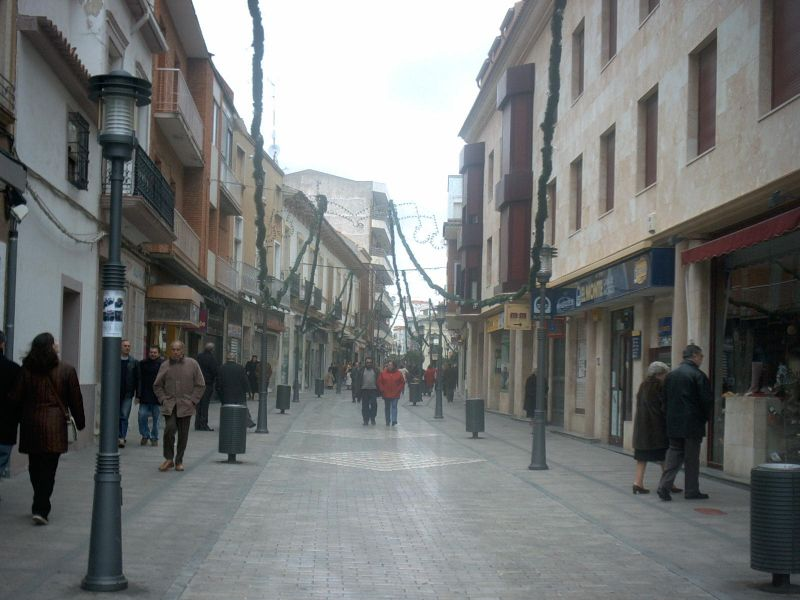
Carrer Emilio Castelar

Durant la Guerra Civil Alcázar fou un centre estratègic pel seu nucli ferroviari i per ser seu de la 3a brigada mixta, durant els anys posteriors es va fer una gran repressió cap a aquesta població, el que queda reflectit en el seu cementiri on es troba una fossa comuna amb més de 400 víctimes de la repressió.
Recentment se'ls han fet un monument d'homenatge i se'ls han col·locat els noms a aquestes víctimes. Durant l'edat mitjana, la ciutat va estar envoltada d'una muralla, de la qual avui es conserva la Torrassa de Joan d'Àustria. Aquesta torrassa apareix en l'escut de la ciutat.

## Personatges il·lustres d'Alcázar de San Juan
- Ferran IV de Castella (1285-1312) Rei de Castella i de Lleó des de 1295 fins a la seva mort i fill de Sanç IV el Brau i de María de Molina, net d'Alfons X el Savi.
- Antonio Díaz-Miguel (1933-2000) - Entrenador de la Selecció Espanyola de Bàsquet.
- José Antonio Redondo Ramos - Jove ciclista de l'Andalucía-Caja Sur.
- Fra Juan Cobo - Religiós dominic, fou el primer ambaixador i missioner espanyol al Japó.
- Diego Barroso - Pintor i escultor.
- Miguel Barroso - Pintor i escultor a El Escorial i pintor de cambra del rei Felip II d'Espanya.
- Vicente Paniagua Logronyo - Jugador Reial Madrid Bàsquet (1964-1974) i de la Selecció Espanyola de Bàsquet.
- Vicente Arias Castellanos, luthier, un dels creadors de la guitarra moderna.
- Fra Juan Serrano - Religiós franciscà bisbe d'Arceno (Itàlia) i escriptor de diversos temes marianològics.
- Fra Juan Sánchez Cotán - Religiós cartujo, pintor a la Cartoixa de Granada.
- Pedro Díaz Morante (1565-1636) - Cal·lígraf i secretari de Felip II.
- Ángel Lizcano Monedero (1846-1929) - Famós pintor i professor de la Real Academia de Bellas Artes de San Fernando de Madrid.
- Antonio Fernández Molina (1927-2005) - Poeta i pintor vinculat amb el Postisme. Nomenat Fill Predilecte en 2006.
- José Corredor Matheos - Poeta i crític d'art de la Generació del 50. Premi Nacional de Poesia 2005
- Antonio Gallego Campo - Pintor identificat fortament amb els trens.
- Daniel Fernández Delgado- conegut com Dani Fernández és un cantant i compositor espanyol.